# Radziemice
Radziemice – wieś w Polsce położona w województwie małopolskim, w powiecie proszowickim, w gminie Radziemice.
Miejscowość jest siedzibą gminy Radziemice.
W latach 1954–1961 wieś należała i była siedzibą władz gromady Radziemice, po jej zniesieniu w gromadzie Przemęczany. W latach 1975–1998 miejscowość administracyjnie należała do województwa krakowskiego.
Integralne części miejscowości: Folwark, Koźlica, Nowa Wieś, Płósy.

## Zabytki
Obiekt wpisany do rejestru zabytków nieruchomych województwa małopolskiego.
- Kościół parafialny pw. św. Stanisława Biskupa, mur, starodrzew.